# Gove City
Gove City es una ciudad ubicada en el de condado de Gove en el estado estadounidense de Kansas. En el año 2010 tenía una población de 80 habitantes y una densidad poblacional de 133,33 personas por km².

## Geografía
Gove City se encuentra ubicada en las coordenadas 38°57′34″N 100°29′14″O / 38.95944, -100.48722 (38.959576, -100.487316).

## Demografía
Según la Oficina del Censo en 2000 los ingresos medios por hogar en la localidad eran de $23,438 y los ingresos medios por familia eran $42,813. Los hombres tenían unos ingresos medios de $22,500 frente a los $20,625 para las mujeres. La renta per cápita para la localidad era de $11,870. Alrededor del 34.5% de la población estaban por debajo del umbral de pobreza.